# Uwe Hesse
Uwe Hesse (* 16. Dezember 1987 in Rüsselsheim) ist ein deutscher Fußballspieler, der nach Profizeiten beim SV Darmstadt 98 und SSV Jahn Regensburg jetzt im Amateurbereich in seiner Heimatregion aktiv ist. Seine bevorzugte Position ist das rechte Mittelfeld.

## Karriere
Nach dem Wechsel aus der Jugend seines Stammvereins SC Astheim hieß die erste Station in der Saison 2006/07 SG Dornheim, mit der er allerdings nach der Saison 2008/09 trotz guter Leistungen von der sechstklassigen Verbandsliga Hessen Süd in die Siebtklassigkeit abstieg, darunter setzte es eine 0:3-Niederlage gegen den SV Darmstadt 98 II, von daher war es zunächst sehr überraschend, dass Uwe Hesse zu diesem Zeitpunkt in den Regionalligakader des SV Darmstadt 98 wechselte. Hesse übernahm direkt die Stammposition, Trikotnummer (14) und den Status als absoluter Publikumsliebling von Rudi Hübner, wodurch sich etliche Parallelen auftaten.
In der Saison 2009/10 spielte Hesse überzeugend, dennoch erreichten die Lilien nur Platz 15. In der darauffolgenden Saison 2010/11 jedoch gelang es dem SV98, als Meister der Regionalliga Süd in die 3. Liga aufzusteigen; Uwe Hesse hatte aufgrund seiner Spritzigkeit seinen Teil dazu beigetragen. Bestärkt durch die Duelle des südhessischen SV Darmstadt 98 gegen den nordhessischen Konkurrenten KSV Hessen Kassel in der Regionalliga Süd erlangte Hesse in der Aufstiegs-Saison 2010/11 seinen Spitznamen „Südhesse“, der auch bei jeder Mannschaftsaufstellung vor den Spielen anstelle von „Hesse“ vorgetragen wurde. Am 23. Juli 2011 bestritt Hesse dann sein erstes Spiel in der 3. Liga.
2014 gehörte Hesse zur Darmstädter Mannschaft, die den Aufstieg in die 2. Bundesliga schaffte. Jedoch wurde sein auslaufender Vertrag nicht verlängert. Im Oktober desselben Jahres verpflichtete ihn der Drittligist SSV Jahn Regensburg. Mit Regensburg stieg er 2015 aus der dritten Liga ab und ein Jahr später als Regionalligameister wieder auf.
Nach Ablauf seines Vertrages in Regensburg unterschrieb er am 8. August 2018 sein neues Arbeitspapier beim neu in die Regionalliga Südwest aufgestiegenen SC Hessen Dreieich. Mit dem Verein stieg er als Tabellenletzter wieder ab.
Zur folgenden Saison wechselte er zum VfB Ginsheim in die Hessenliga, wo er auch nur eine Spielzeit blieb, um zur neuen Runde 2020/21 als Spielertrainer bei der KSG Georgenhausen, in der Kreisoberliga Darmstadt, seine erste Trainerstation wahrzunehmen.
Nach zwei Spielzeiten in der Kreisoberliga schloss er sich zur Saison 2022/23 dem VfR Groß-Gerau, in der Gruppenliga Darmstadt, als Spieler an. Die folgenden beiden Spielzeiten war er nochmals bei der KSG Georgenhausen am Ball. Zur Saison 2025/26 übernimmt er den Trainerjob bei Gruppenligist SKV Büttelborn.

## Erfolge
- Aufstieg in die 2. Fußball-Bundesliga 2014 mit dem SV Darmstadt 98 und 2017 mit dem SSV Jahn Regensburg
- Aufstieg in die 3. Liga 2011 mit dem SV Darmstadt 98[1] und 2016 mit dem SSV Jahn Regensburg